# Lappula deflexa
Lappula deflexa là loài thực vật có hoa trong họ Mồ hôi. Loài này được (Wahlenb.) Greene mô tả khoa học đầu tiên năm 1891.